# Лянчэн
Лянчэ́н (кит. упр. 凉城, пиньинь Liángchéng) — уезд городского округа Уланчаб автономного района Внутренняя Монголия (КНР). Уезд назван в честь административной единицы, существовавшей в этих местах во времена империи Северная Вэй.

## История
Во времена империи Западная Хань здесь был образован уезд Воян (沃阳县). При империи Северная Вэй была образована область Лянчэн (凉城郡), в состав которой входили уезды Цаньхэ (参合县) и Сюаньмин (旋鸿县). Во времена империи Ляо здесь были образованы уезды Тяньчэн (天成县) и Сюаньдэ (宣德县). При империях Цзинь и Юань здесь был уезд Сюаньнин (宣宁县).
Во времена империи Мин здесь находился Сюаньдэский караул (宣德卫), прикрывавший снаружи границу в районе Датуна.
Во времена империи Цин в рамках политики создания отдельных параллельных структур для администрирования оседлого и кочевого населения, для управления оседлым населением здесь был создан Нинъюаньский комиссариат (宁远厅); кочевые монголы-чахары управлялись через традиционные структуры.
После Синьхайской революции в 1912 году Нинъюаньский комиссариат был преобразован в уезд Нинъюань (宁远县). В 1914 году, чтобы избежать дублирования названия с одноимённым уездом в провинции Хунань, уезд был переименован в Лянчэн в честь административной единицы времён империи Северная Вэй. Уезд находился в прямом подчинении Особого района Чахар (察哈尔特别区), а с 1929 года вошёл в состав провинции Суйюань.
После образования КНР провинция Суйюань в 1954 году была расформирована, и уезд Лянчэн вошёл в состав аймака (впоследствии — городского округа) Уланчаб.

## Административное деление
Уезд Лянчэн делится на 5 посёлков, 2 волости и 1 национальную волость:
- посёлки
  - Дайхай (岱海镇)
  - Майхуту (麦胡图镇)
  - Юнсин (永兴镇)
  - Маньхань (蛮汉镇)
  - Люсуму (六苏木)
- волости
  - Тяньчэн (天成乡)
  - Чанханьин (厂汉营乡)
- национальная волость
  - Цаонянь-Маньчжурская национальная волость (曹碾满族乡)